# Läpp
För andra betydelser, se Läpp (olika betydelser).

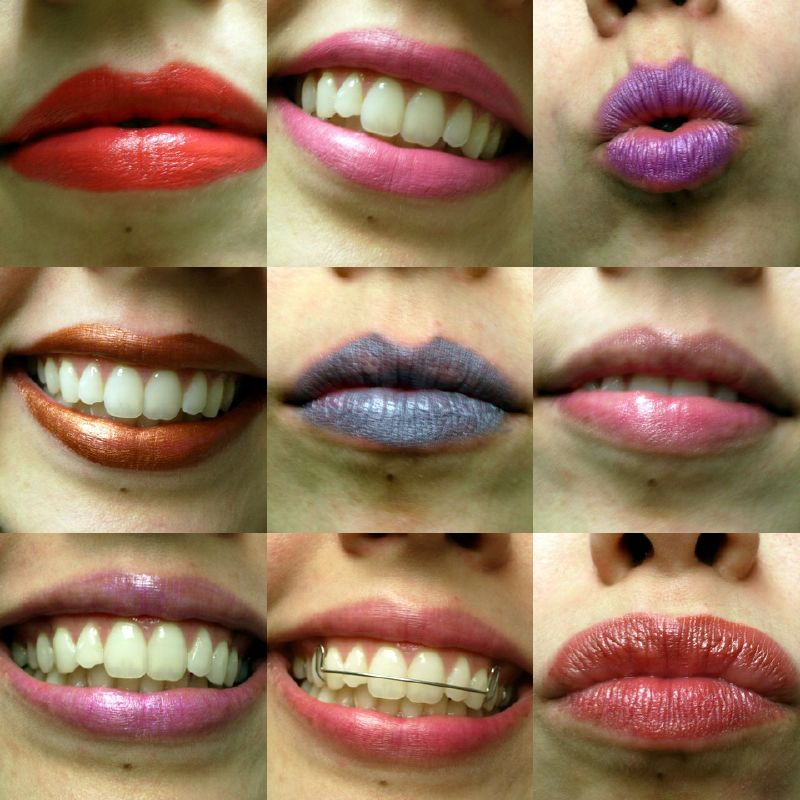
Läppar med läppstift

Läppar är pariga slemhinnor (underläpp och överläpp) runt munöppningen hos däggdjur, fiskar och vissa herptiler.
De används vid förtäring, tal, sång, pussande, sugande, slickande (med hjälp av ett muskelorgan kallat tunga), bitande (med hjälp av tänder), med mera.
Många människor målar sina läppar med läppstift. På senare år har skönhetsindustrin lagt allt mer fokus på läpparna med så kallade plumbsticks – ett slags läppstift som irriterar läpparna och därför får dem att svälla något.[källa behövs] Det förekommer också andra typer av ingrepp, även kirurgiska, vars avsikt är att förstora läpparna i kosmetiskt syfte.
Ljudbildande och anatomiska företeelser som har med läpparna att göra kallas labiala; se exempelvis labial konsonant.

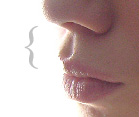
Näsfåra (amorbåge).

Ovan överläppen finns en näsfåra (latin philtrum) som går upp till näsan. Den förändrar överläppens kontur så den liknar en pilbåge, och kallas för amorbåge. Amorbågen är där ansiktets tre delar möts när ansiktet bildas under fosterstadiets första 3 månader.[källa behövs] På människan är den en utvecklingsrest utan egentlig funktion förutom dess visuella intryck.